# اصلاحات محمد خاتمی

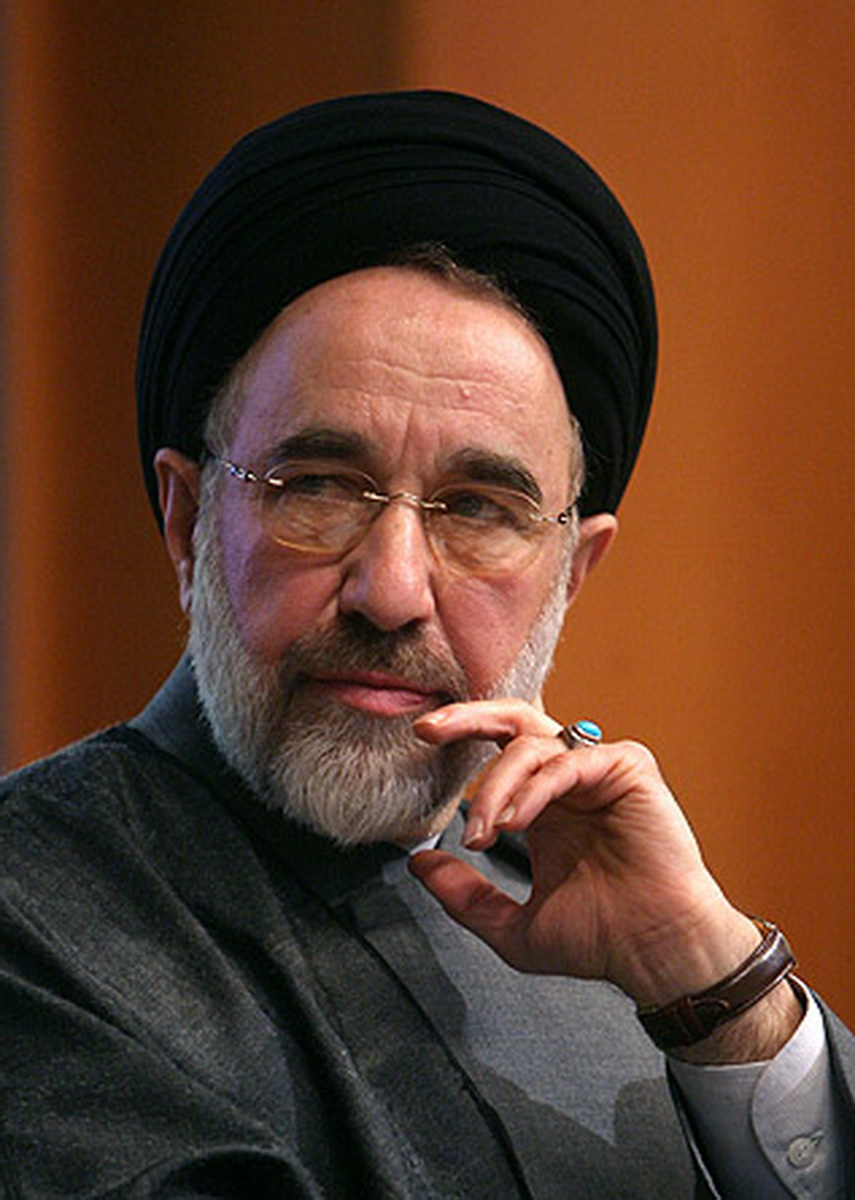

محمد خاتمی در سال ۱۹۹۷ پس از مبارزات انتخاباتی با یک برنامه اصلاحات و وعده اجرای یک جامعه دموکراتیک و تحمل بیشتر برای نقد، اصلاح قانون و بهبود حقوق اجتماعی بر اساس به عنوان رئیس جمهور ایران انتخاب شد.
خاتمی در دوران ریاست خود با مخالفت شدید قدرتمندان در درون نهادهای غیر منتخب دولت مواجه بود. دولت او با برخی ارگان‌ها (از جمله شورای نگهبان، رادیو و تلویزیون، پلیس، نیروهای مسلح، قوه قضائیه، زندان‌ها، و گروه‌های خودسر) درگیری داشتند. او پس از ۸ سال ریاست جمهوری، به طور گسترده به مبارزه با مخالفان خود و اصلاحات پرداخت. او در این مدت به اصلاح امور اجتماعی و فرهنگی و استاندارد شدن اقتصاد پرداخت و طرح‌هایی از جمله جامعه مدنی را ایجاد نمود.